# Xuân Quỳnh
Xuân Quỳnh (Hanói, 6 de octubre de 1942-Hải Dương, 29 de agosto de 1988) fue una afamada poetisa vietnamita. Falleció junto a su esposo, el también escritor Lưu Quang Vũ,  y su hijo de 12 años en un accidente de tráfico. Google le dedicó un Google Doodle el 6 de octubre de 2019.